# Aue (Nassaraua)
Aue (em haúça: Awe) é uma cidade e área de governo local da Nigéria situada no estado de Nassaraua. Compreende área de 2 557 quilômetros quadrados e segundo censo de 2006 havia 112 574 habitantes. Seu atual representante na câmara pelo CTP é Shuaibe Hashimu Abdullahi.